# NGC 2069
NGC 2069 – mgławica emisyjna znajdująca się w gwiazdozbiorze Złotej Ryby. Należy do Wielkiego Obłoku Magellana i stanowi część Mgławicy Tarantula (NGC 2070). Została odkryta 3 sierpnia 1826 roku przez australijskiego astronoma Jamesa Dunlopa.